# 大昭臨時乘降場

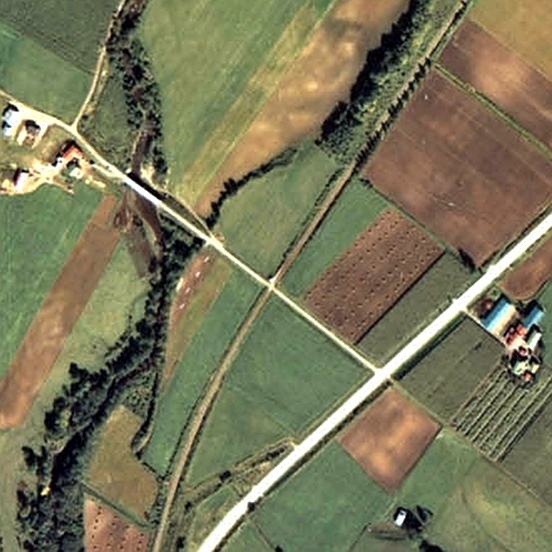
1977年的大昭臨時乘降場與方圓約500米範圍。下方為北見相生方向。

大昭臨時乘降場（日语：／ Taishō karijōkō-ba */?）是位於北海道網走郡津別町字大昭，日本國有鐵道（國鐵）的相生線臨時乘降場（廢站）。隨著相生線廢線，臨時乘降場在1985年（昭和60年）4月1日廢除。

## 歷史
- 1956年（昭和31年）5月1日 - 日本國有鐵道相生線大昭臨時乘降場（局（日语：鉄道管理局）設定）啟用[2]。
- 1985年（昭和60年）4月1日 - 相生線全線廢除，此站也廢除[1][2]。

### 站名的由來
臨時乘降場名稱取自地區名。地區名源自當地於大正至昭和時期進行開拓。

## 車站構造
截至車站廢除前，車站是一座地面車站，設有1面1線的單式月台。

## 車站周邊
- 國道240號（日语：国道240号）
- 津別町巴士（舊：津別町營巴士）（日语：津別町営バス）「大昭」巴士站

## 現況
車站現時成為了農地。

## 相鄰車站
日本國有鐵道
相生線 
本岐－大昭臨時乘降場－開拓臨時乘降場－布川

## 注腳
1. 1 2  . 鐵道迷 (交友社). 1995-08, 35 (8): 57 （日语）.
2. 1 2 3 4  太田幸夫.  1. 札幌市: 富士Comtem. 2004-02-29: 150. ISBN 4-89391-549-5 （日语）.